# Прилукская улица (Санкт-Петербург)
Прилу́кская улица — улица в Фрунзенском районе Санкт-Петербурга. Проходит от Боровой до Днепропетровской улицы.

## История
Первое наименование Безымянный переулок известно с 1883 года.
Современное название Прилукская улица присвоено 16 апреля 1887 года, дано по городу Прилуки в ряду улиц Александро-Невской полицейской части, названных по уездным городам Полтавской губернии.

## Достопримечательности
- Воронежский сад.

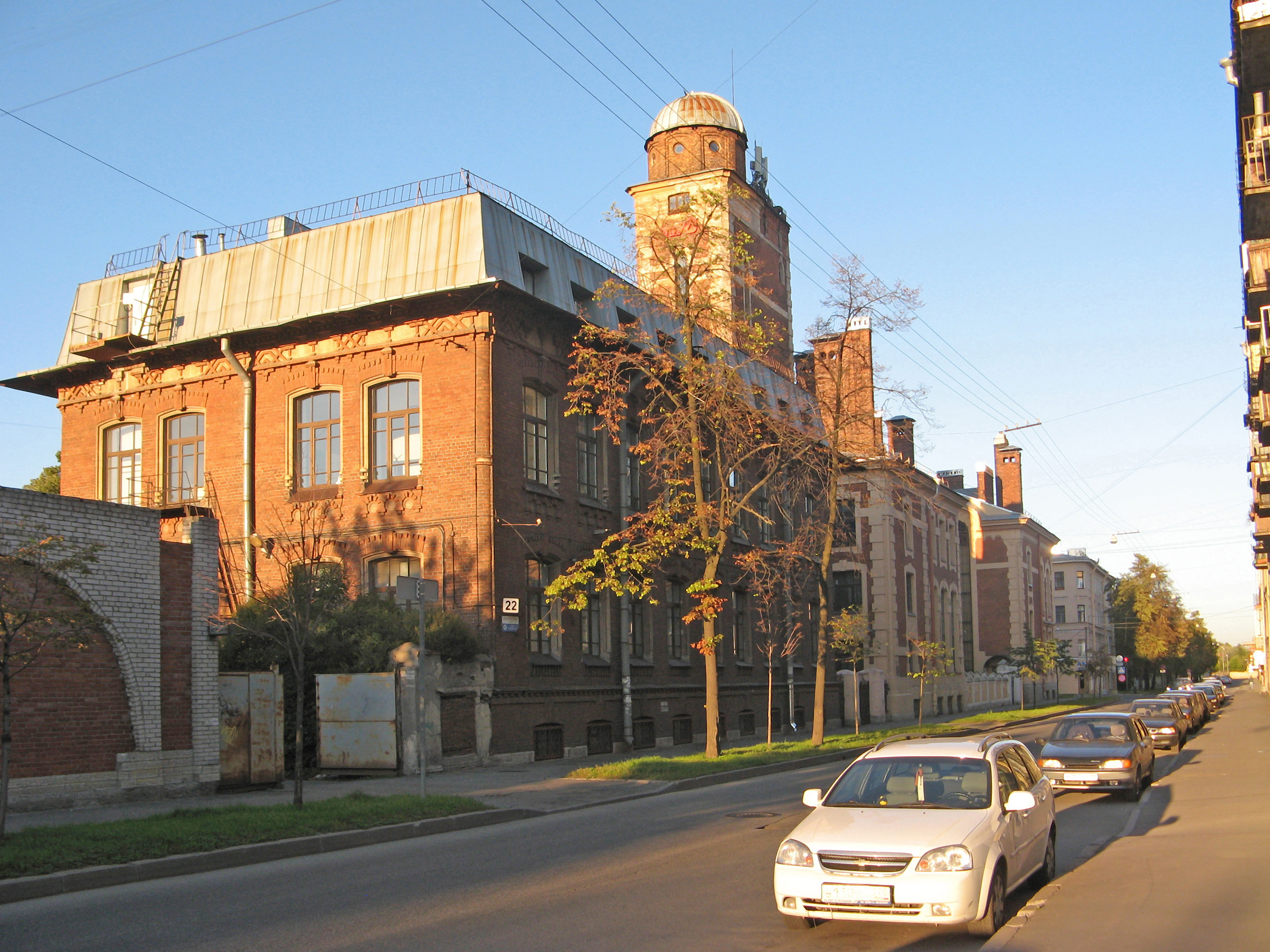
Прилукская улица. На первом плане слева — здание Подвижного музея учебных пособий народного дома графини Паниной

- Дом 3 — Санкт-Петербургский государственный инженерно-экономический университет (ИНЖЭКОН).
- Дом 11/103 — районный Центр планирования семьи и репродукции.
- Дом 22 — здание Подвижного музея учебных пособий народного дома графини Паниной.  Объект культурного наследия № 7802291000№ 7802291000  памятник архитектуры (региональный)
- Дом 24 — здание Народного дома графини Паниной  Объект культурного наследия № 7810500000№ 7810500000  памятник архитектуры (федеральный). В 1926 году здание было передано работникам железной дороге, и с этого времени в нём находится Дом культуры железнодорожников[4]. Также в настоящее время в этом здании располагается Управление Малой Октябрьской железной дороги. Здания Народного дома и Подвижного музея учебных пособий построены в 1899—1903 годах по проекту архитектора Ю. Ю, Бенуа.
- Дом 28 — двухэтажное дореволюционное здание 1905 года, в советские годы в нём работала слюдяная фабрика[5]. В начале апреля 2022 года дом снесли. Несмотря на аварийный статус, здание подлежало охране как построенное до 1917 года. Новый собственник объяснил демонтаж угрозой обрушения, возникшей при возведении нового жилого дома в непосредственной близости[6].
- Дом 35 — АТС-766 Петербургского филиала ОАО «Ростелеком».